# يوسف ديكيتش
يوسف ديكيتش (بالتركية: Yusuf Dikeç) (ولد في 1 يناير 1973) هو رامٍ رياضي تركي يتنافس ضمن مسابقات الرماية بالمسدس، وهو ضابط صف متقاعد من الدرك التركي وعضو في نادي غاندارما جوجو الرياضي. فاز بالميدالية الفضيَّة في منافسات الرماية بالمسدس الهوائي 10 أمتار للفرق المختلطة في دورة الألعاب الأولمبية الصيفية 2024 إلى جانب زميلته في الفريق شيفال إيليدا تارهان.

## سيرته
وُلِد يوسف ديكيتش عام 1973 في قرية تاشولوك التابعة لقضاء يوكسون في محافظة كهرمان مرعش. درس الابتدائية في قريته، ثم أكمل تعليمه الثانوي في يوكسون، والتحق بالمدرسة العسكريَّة للدرك في أنقرة عام 1994. أصبح بعد التخرج عريفًا ودخل الخدمة في ماردين. التحق بالمدرسة العسكرية للدرك عام 1999، وبعد عامٍ واحد، تخرج برتبة رقيب. خدم لمدة عامٍ في إسطنبول، ثم عُين في قوات الدرك بأنقرة، وتحديدًا في النادي الرياضي للدرك التركي.
بدأ ممارسة رياضة الرماية في عام 2001. ومنذ ذلك الوقت يتنافس ضمن المنتخب الوطني العسكري وكذلك في المنتخب الوطني. تلقى تعليمه في التربية البدنية والرياضة في جامعة غازي في أنقرة.

## في الرياضة
أصبح يوسف بطل تركيا عدة مرات وهو حامل الرقم القياسي الوطني في فئات مختلفةٍ من منافسات الرماية بالمسدس.
سجل في عام 2006 رقمًا قياسيًا عالميًا جديدًا في منافسة المسدس الناري المركزي 25 مترًا في بطولة العالم العسكرية للمجلس الدولي للرياضة العسكرية (اختصارًا CISM) والتي أقيمت في رينا بالنرويج محرزًا 597 نقطة. فاز بالميدالية البرونزية في منافسة المسدس الهوائي 10 أمتار في نهائي كأس العالم 2012 للاتحاد الدولي لرياضة الرماية بالمسدس الهوائي 10 أمتار والتي عقدت في بانكوك بتايلاند. تأهل للمشاركة في منافسة المسدس الهوائي 10 أمتار للرجال في أولمبياد صيف 2012. كما شارك في منافسة المسدس الهوائي 50 مترًا دون التقدم إلى الجولة النهائية.
أصبح في بطولة أوروبا للرماية 2013، التي أقيمت في أوسييك بكرواتيا، حائزًا على ميداليتين ذهبيتين في رماية المسدس الهوائي 25 مترًا والمسدس الناري المركزي 25 مترًا. كما حصل على ميدالية فضيَّة في منافسة الفريق القياسي 25 مترًا مع زملائه في الفريق فاتح كافروك ومراد كيلينتش وميدالية ذهبية أخرى في مسابقة فريق المسدس الناري المركزي 25 مترًا. فاز بميدالية فضية أخرى في حدث المسدس الهوائي 50 مترًا مع زملائه في الفريق عمر عليم أوغلو وإسماعيل كيليش. فاز في بطولة أوروبا للرماية 2021، في أوسييك بكرواتيا، بالميدالية البرونزية مع زملائه في الفريق سردار ديميريل وإسماعيل كيليش في منافسة فريق المسدس الهوائي 10 أمتار.
فاز يوسف ديكيتش وزميلته في الفريق شيفال إيليدا تارهان بالميدالية الفضية في مسابقة الرماية بالمسدس الهوائي 10 أمتار للفرق المختلطة في أولمبياد صيف 2024 في باريس، وذلك بعد خسارته أمام الفريق الصربي المكون من زورانا أرونوفيتش ودامير ميكيتش في النهائي. انتشرت صوره في هذه المنافسة بشكلٍ واسع بسبب "لامبالاته الظاهرة" و"مظهره غير الرسميَّ الواضح"، حيث ارتدى العديد من منافسيه واقيات أذن كبيرة ضخمة وواقيات ونظارات رماية عاليَّة التقنية، إلا أنَّ يوسف، والذي يبلغ من العمر 51 عامًا، ارتدى قميصًا عاديًا ونظارات عادية، مع سدادات أذن ظاهرة بالكاد، كما أطلق النار بيد واحدة مدسوسة بشكلٍ عرضي في جيب بنطاله.

## الإنجازات
| العام      | المسابقة                                             | المكان                       | المركز     | حدث                           | ملاحظة     |
| يمثل تركيا | يمثل تركيا                                           | يمثل تركيا                   | يمثل تركيا | يمثل تركيا                    | يمثل تركيا |
| ---------- | ---------------------------------------------------- | ---------------------------- | ---------- | ----------------------------- | ---------- |
| 2003       | بطولة أوروبا للرماية العسكرية                        | بلزن، جمهورية التشيك         | الثاني     |                               |            |
| 2004       | بطولة أوروبا للرماية العسكرية                        | أنقرة، تركيا                 | الثاني     |                               |            |
| 2005       | دورة الألعاب المتوسطية 2005                          | المرية، إسبانيا              | الثاني     | المسدس الهوائي 10 أمتار       | 585        |
| 2005       | بطولة البلقان للرماية                                | رومانيا                      | الثاني     |                               |            |
| 2006       | بطولة العالم العسكرية للمجلس الدولي للرياضة العسكرية | رينا، النرويج                | الأول      | المسدس المركزي الناري 25 مترًا | 597 نقطة   |
| 2007       | دورة الألعاب العسكرية                                | حيدر آباد                    | الثاني     | المسدس الناري السريع 25 مترًا  |            |
| 2007       | الألعاب الأولمبية العسكرية                           | البرازيل                     | الثاني     |                               |            |
| 2010       | بطولة العالم العسكرية للمجلس الدولي للرياضة العسكرية | زغرب، كرواتيا                | الثالث     | المسدس المركزي الناري 25 مترًا |            |
| 2011       | كأس العالم للاتحاد الدولي لرياضة الرماية             | ميونخ، ألمانيا               | الأول      | المسدس الهوائي 10 أمتار       | 687.3      |
| 2011       | نهائيات كأس العالم للاتحاد الدولي لرياضة الرماية     | فروتسواف، بولندا             | الثالث     | المسدس الهوائي 10 أمتار       | 682.9      |
| 2012       | كأس العالم للاتحاد الدولي لرياضة الرماية             | ميونخ، ألمانيا               | الثالث     | المسدس الهوائي 10 أمتار       | 686.5      |
| 2012       | كأس العالم للاتحاد الدولي لرياضة الرماية             | بانكوك، تايلاند              | الثالث     | المسدس الهوائي 10 أمتار       | 684.5      |
| 2012       | بطولة أوروبا لسباقات 10 أمتار                        | فيروماكي، فنلندا             | الثاني     | المسدس الهوائي 10 أمتار       |            |
| 2012       | بطولة أوروبا لسباقات 10 أمتار                        | فيروماكي، فنلندا             | الثاني     | المسدس الهوائي 10 أمتار       |            |
| 2013       | دورة الألعاب المتوسطية                               | مرسين، تركيا                 | الثاني     | المسدس الهوائي 10 أمتار       | 577        |
| 2013       | دورة الألعاب المتوسطية                               | مرسين، تركيا                 | الأول      | المسدس الهوائي 50 مترًا        | 555        |
| 2013       | بطولة أوروبا للرماية                                 | أوسييك، كرواتيا              | الأول      | المسدس المركزي الناري 25 مترًا | 590        |
| 2013       | بطولة أوروبا للرماية                                 | أوسييك، كرواتيا              | الأول      | المسدس المركزي الناري 25 مترًا | 1,741      |
| 2013       | بطولة أوروبا للرماية                                 | أوسييك، كرواتيا              | الأول      | المسدس القياسي 25 مترًا        |            |
| 2013       | بطولة أوروبا للرماية                                 | أوسييك، كرواتيا              | الثاني     | المسدس القياسي 25 مترًا        |            |
| 2013       | بطولة أوروبا للرماية                                 | أوسييك، كرواتيا              | الثاني     | المسدس الهوائي 50 مترًا        | 1,665      |
| 2014       | بطولة العالم للاتحاد الدولي لرياضة الرماية           | غرناطة، إسبانيا              | الأول      | المسدس المركزي الناري 25 مترًا | 588        |
| 2014       | بطولة العالم للاتحاد الدولي لرياضة الرماية           | غرناطة، إسبانيا              | الأول      | المسدس القياسي 25 مترًا        | 581        |
| 2014       | بطولة العالم للاتحاد الدولي لرياضة الرماية           | غرناطة، إسبانيا              | الثاني     | المسدس الهوائي 10 أمتار       | 582        |
| 2014       | بطولة العالم للاتحاد الدولي لرياضة الرماية           | غرناطة، إسبانيا              | الثالث     | المسدس القياسي 25 مترًا        |            |
| 2016       | بطولة أوروبا لسباقات 10 أمتار                        | جيور، المجر                  | الأول      | المسدس الهوائي 10 أمتار       |            |
| 2018       | بطولة أوروبا لسباقات 10 أمتار                        | جيور، المجر                  | الأول      | المسدس الهوائي 10 أمتار       | 241.6      |
| 2021       | بطولة أوروبا للرماية                                 | أوسييك، كرواتيا              | الثالث     | المسدس الهوائي 10 أمتار       |            |
| 2022       | كأس العالم للاتحاد الدولي لرياضة الرماية             | القاهرة، مصر                 | الثاني     | المسدس الهوائي 10 أمتار       | 869        |
| 2022       | كأس العالم للاتحاد الدولي لرياضة الرماية             | باكو، أذربيجان               | الثالث     | المسدس الهوائي 10 أمتار       | 578        |
| 2023       | كأس العالم للاتحاد الدولي لرياضة الرماية             | جاكرتا، إندونيسيا            | الأول      | المسدس الهوائي 10 أمتار       | 867        |
| 2023       | الألعاب الأوروبية                                    | كراكوف-بولندا الصغرى، بولندا | الثاني     | المسدس الهوائي 10 أمتار       |            |
| 2023       | بطولة العالم للاتحاد الدولي لرياضة الرماية           | باكو، أذربيجان               | الثاني     | المسدس الهوائي 10 أمتار       | 581        |
| 2024       | كأس العالم للاتحاد الدولي لرياضة الرماية             | ميونخ، ألمانيا               | الأول      | المسدس الهوائي 10 أمتار       | 580        |
| 2024       | الألعاب الأولمبية الصيفية                            | باريس، فرنسا                 | الثاني     | المسدس الهوائي 10 أمتار       |            |

## روابط خارجية
- Yusuf Dikec في اللجنة الأولمبية الدولية
- Yusuf Dikeç في موقع أوليمبيديا